# ReCAPTCHA

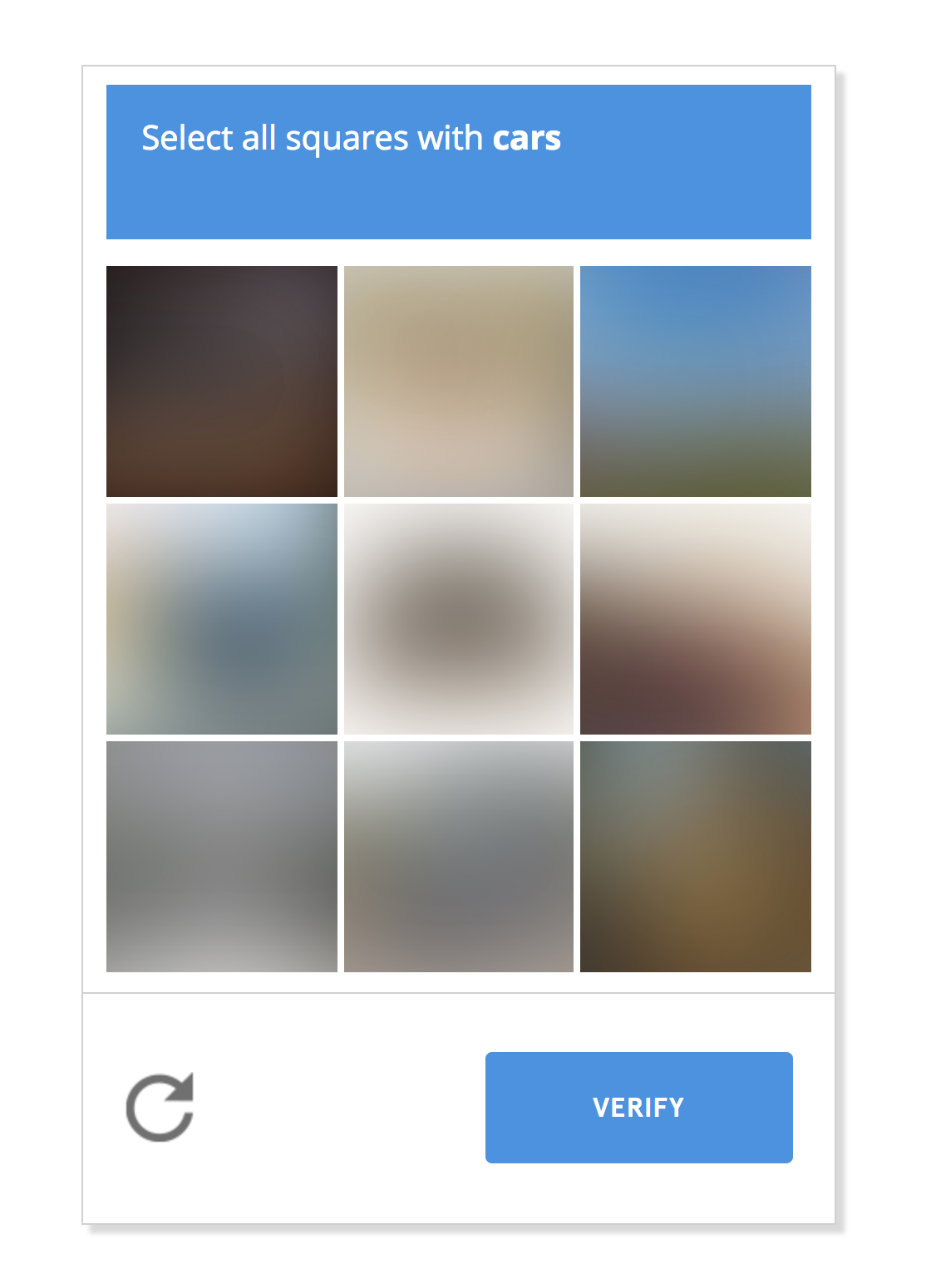
reCAPTCHA, waarbij overeenkomstige kenmerken geselecteerd moeten worden.

ReCAPTCHA (reverse CAPTCHA of omgekeerde captcha) is een captcha van Google. In zijn meest eenvoudige vorm is het een selectievakje met de tekst "Ik ben geen robot" of in het Engels "I'm not a robot" dat de gebruiker handmatig moet selecteren.
ReCAPTCHA werd oorspronkelijk ontwikkeld als een opensourceproject van de Carnegie Mellon University in Pittsburgh, Pennsylvania. Hierbij werd gebruik gemaakt van vrijwilligers. Het was bedoeld als hulp bij de digitalisering van bijvoorbeeld boeken en kranten. In 2009 kocht Google het bedrijf, om reCAPTCHA te gebruiken voor Google Books en herkenning van straatnamen en huisnummers in Google Street View.
Google ontwikkelde daarna een versie die werkt met afbeeldingen in plaats van met letters en cijfers. Het bestaat uit afzonderlijke vakjes waarvan er een aantal een afbeelding bevat met een bepaald kenmerk, bijvoorbeeld verkeerslichten of fietsen. De gebruiker moet deze selecteren en daarna op "verifiëren" klikken.
Volgens Google werden in 2010 ruim 100 miljoen reCAPTCHA's getoond per dag, voornamelijk op websites als Facebook, TicketMaster, Twitter, 4chan en CNN.
Eind 2023 werd gedemonstreerd dat chatbot GPT-4 van OpenAI de reCAPTCHA's kon oplossen.
Google gebruikt de classificatie door menselijke gebruikers om hun labeling en classificatiedatasets te verbeteren en te trainen. Er is naar schatting 6,1 miljard dollar aan salaris vermeden met dit onbetaalde werk.

## Privacy
De huidige versie van het systeem wordt bekritiseerd omdat het gepaard gaat met privacyschendingen gebaseerd op cookies. Ook is er een aanklacht wegens vendor-lock in met Google Services. Administrators van websites worden aangemoedigd de reCAPTCHA te gebruiken en geven daarmee toestemming om alle gebruikersinteracties, zoals clicks, tekstuele input en locatie te delen, waarmee het gedrag geanalyseerd kan worden en een risico toegeschreven kan worden. Als er met een Google-account ingelogd wordt, geeft dat de gebruiker een voordeel, en in het geval een gebruiker een proxywebsite of VPN gebruikt wordt er een hoger risico toegekend.
Er zijn ook zorgen geuit over privacy toen Google aankondigde dat reCAPTCHA v3.0 Google ook toestond websites te tracken die niet van Google zijn. Tevens zijn er associaties met tracking die verbonden is met de Amerikaanse wet FISA, die verband houdt met internationale spionage.
De Nederlandse Autoriteit Persoonsgegevens heeft nog geen uitspraak gedaan over het gebruik van reCAPTCHA.